# Ford Thunderbird (2001)
La Ford Thunderbird XI (nome in codice M205) è la undicesima generazione dell'omonima vettura, prodotta dalla casa automobilistica statunitense Ford dall'agosto 2001 al 2005.

## Profilo e contesto
La vettura, pur riprendendo il nome e le forme esterne, non condivide nulla con le passate generazioni, trattandosi di un remake con design retrò futurista realizzata su un inedito pianale Ford DEW98 condiviso con Jaguar S-Type e Lincoln LS. 

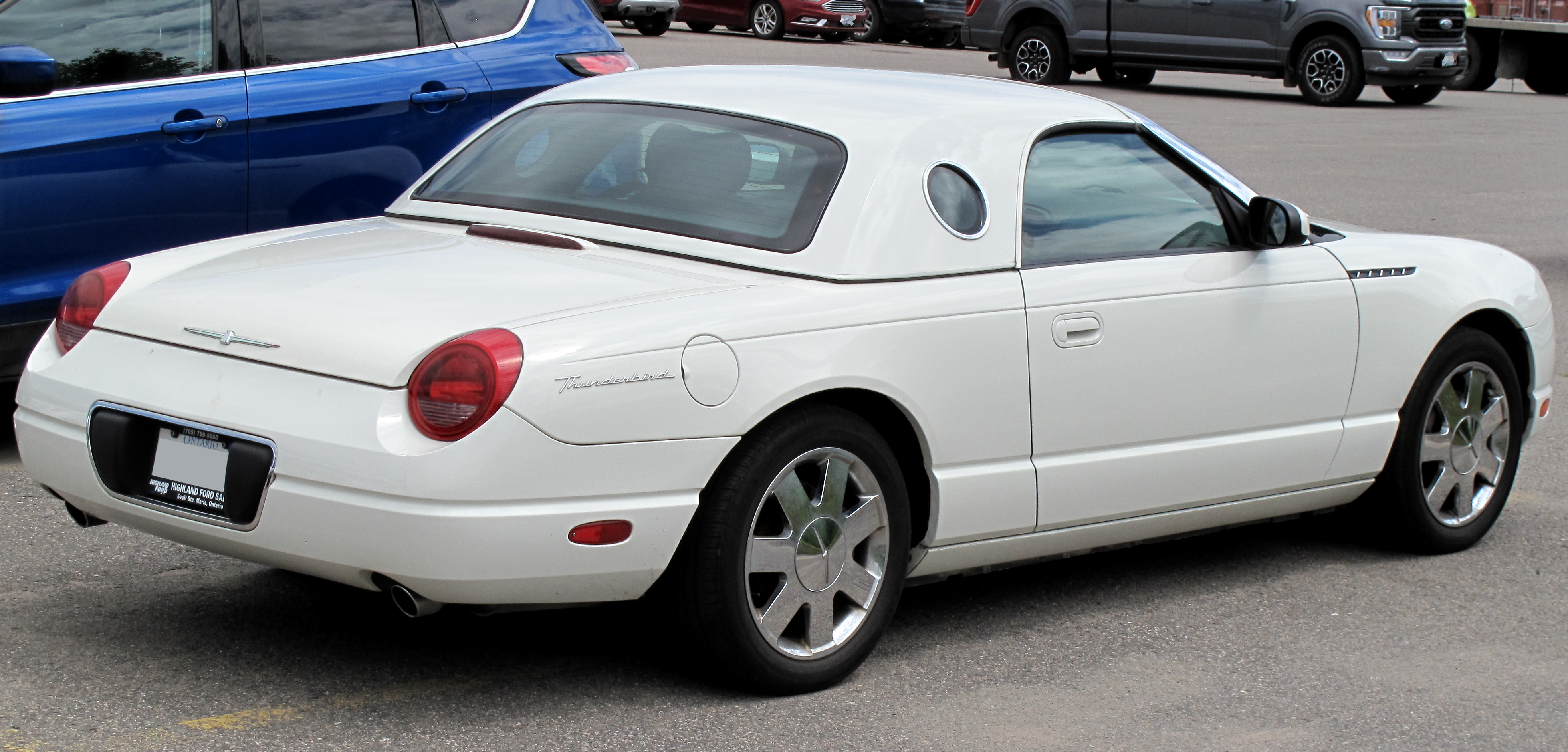
Thunderbird coupé con hard top

La vettura, disponibile sia come decappottabile che con hard top a due posti, segue dopo una pausa di cinque anni la Thunderbird X prodotta fino al 1997.
Evocando lo stile esterno delle prime Thunderbird degli anni 50, l'undicesima generazione presenta un tettuccio rigido rimovibile oppure una capote in tessuto ripiegabile elettricamente. Condividendo la meccanica con la Lincoln LS e utilizzando la piattaforma DEW, il layout tecnico è a motore anteriore/longitudinale e trazione posteriore montando un motore V8 da 3,9 litri abbinato ad un cambio automatico a cinque velocità.
Come di tendenza tra la fine degli anni '90 e l'inizio degli anni 2000, la vettura adotta uno stile retrò, ed è stata anticipata da una concept introdotta nel 1999. Il modello di produzione ha debuttato due anni dopo, vincendo il premio Motor Trend Car of the Year 2002.
L'undicesima generazione raggiunge una produzione di poco meno inferiore alle 70.000 unità in quattro anni.

## Storia e tecnica
Ford ha presentato un prototipo della Thunderbird al North American International Auto Show il 3 gennaio 1999, 45 anni dopo il debutto dell'originale. Il modello di produzione in serie è arrivato solo nel 2001, più di due anni dopo il concept.
L'unico propulsore disponibile sulla Thunderbird è un motore V8 DOHC AJ-30 da 3,9 litri progettato dalla Jaguar, una variante a corsa corta (85 mm) derivata dal V8 Jaguar AJ-26 da 4,0 litri, che eroga a 252 CV (188 kW) e 362 Nm di coppia accoppiato ad cambio automatico a 5 velocità.
L'AJ-30 V8 è stato sostituito dall'AJ-35 nel 2003, portando con sé fasatura variabile delle valvole (VVT) e controllo elettronico dell'acceleratore (ETC), nonché un incremento prestazionale con un aumento della potenza a 280 CV (209 kW) e 388 N⋅m di coppia.
Altri dettagli del design richiamano l'originale come la griglia anteriore, la cornice cromata del parabrezza, la presa d'aria sul cofano e le luci posteriori rotonde.